# Implante liberador de levonorgestrel
El implante anticonceptivo de levonorgestrel —conocida originalmente como Norplant y actualmente como Jadelle— es un implante subdérmico de levonorgestrel utilizado como método anticonceptivo. Fue creado por el chileno Horacio Bruno Croxatto y el estadounidense Sheldon Segal, entre 1966 y 1967, quienes lo aplicaron por primera vez en 1974, en un centro clínico de Santiago de Chile, y cuyos resultados permitieron que, en 1983, en Finlandia, fuera finalmente confirmada su fiabilidad y aprobada su comercialización. Desde entonces ha sido ampliamente usado en el mercado de anticonceptivos.

## Efectos secundarios
Después de tres meses de utilizar Norplant, las mujeres deberán programar una cita de seguimiento para controlar la presión arterial y discutir cualquier inquietud. Efectos secundarios pueden ser irregulares períodos menstruales de aproximadamente tres meses, incluyendo períodos más normal, sangrado o parches entre períodos, pesados sangrado, o con ningún período durante el mencionado período de tiempo (amenorrea). Los efectos secundarios comunes incluyen aumento de peso o perdida de peso, nerviosismo, ansiedad, náuseas, vómitos, mastalgia, mareos, dermatitis, hirsutismo, pérdida de cabello del cuero cabelludo, dolor de cabeza, depresión y erupción cutánea. A veces, se producirá dolor, picazón, moretón o infección en el sitio del implante. Quistes ováricos también puede ocurrir, pero generalmente no requieren tratamiento, aunque puede causar dolor aunque benigno.